# 本荘町
本荘町（ほんじょうちょう）は、かつて岡山県南東部（備前地域）に存在していた和気郡の町。
1953年、和気郡和気町、藤野村、日笠村、赤磐郡石生村と合併し、新たに和気町となったため地方自治体として消滅した。
旧町域は現在の和気町南部に位置しており、本荘小学校区に相当する。

## 概要
現在の和気町大中山、清水、衣笠、福富、日室、尺所に相当する。

## 沿革
- 1889年（明治22年）6月1日 - 町村制施行により、大中山村、清水村、衣笠村、福富村、日室村、尺所村の範囲を以て和気郡本荘村発足。
- 1950年（昭和25年）4月1日 - 町制施行、本荘町発足。
- 1953年（昭和28年）4月1日 - 和気郡和気町、藤野村、日笠村、赤磐郡石生村と合併し、新たに和気町が発足したため消滅。

## 地域

### 教育
- 本荘町立本荘中学校（現在は和気町泉の和気中学校に統合）
- 本荘町立本荘小学校（現在は和気町立となっている）

## 交通

### 鉄道

#### 当時存在した鉄道
日本国有鉄道（現・西日本旅客鉄道）
- 山陽本線 ： 和気駅

片上鉄道
- 清水駅 - 中山駅

### 道路
高速道路
- 山陽自動車道 ： 和気IC

国道
- 国道374号

県道
- 岡山県道181号和気停車場線
- 岡山県道263号泉衣笠線
- 岡山県道395号和気熊山線